# Фаулер (Колорадо)
Фаулер (англ. Fowler) — місто (англ. town) в США, в окрузі Отеро штату Колорадо. Населення — 1253 особи (2020).

## Географія
Фаулер розташований за координатами 38°7′47″ пн. ш. 104°1′32″ зх. д. / 38.12972° пн. ш. 104.02556° зх. д. (38.129628, -104.025678).  За даними Бюро перепису населення США в 2010 році місто мало площу 1,36 км², уся площа — суходіл.

## Демографія
Згідно з переписом 2010 року, у місті мешкали 1182 особи в 526 домогосподарствах у складі 318 родин. Густота населення становила 871 особа/км².  Було 597 помешкань (440/км²).
Расовий склад населення:
| - 90,5 % — білих - 0,3 % — корінних американців - 0,3 % — азіатів - 6,7 % — осіб інших рас |

До двох чи більше рас належало 2,2 %. Частка іспаномовних становила 18,3 % від усіх жителів.
За віковим діапазоном населення розподілялося таким чином: 24,9 % — особи молодші 18 років, 51,1 % — особи у віці 18—64 років, 24,0 % — особи у віці 65 років та старші. Медіана віку мешканця становила 42,8 року. На 100 осіб жіночої статі у місті припадало 96,3 чоловіків;  на 100 жінок у віці від 18 років та старших — 91,0 чоловіків також старших 18 років.
Середній дохід на одне домашнє господарство  становив 39 180 доларів США (медіана — 30 850), а середній дохід на одну сім'ю — 44 619 доларів (медіана — 32 625). Медіана доходів становила 37 250 доларів для чоловіків та 26 806 доларів для жінок. За межею бідності перебувало 29,6 % осіб, у тому числі 37,8 % дітей у віці до 18 років та 22,8 % осіб у віці 65 років та старших.
Цивільне працевлаштоване населення становило 400 осіб. Основні галузі зайнятості: освіта, охорона здоров'я та соціальна допомога — 38,8 %, роздрібна торгівля — 11,8 %, публічна адміністрація — 11,0 %.